# Министерство труда и социальной солидарности Румынии
Министерство труда и социальной солидарности Румынии (рум. Ministerul Muncii şi Solidarităţii Sociale) играет координирующую роль в реализации стратегии и политики правительства в области занятости, семьи, равных возможностей, социальной защиты Румынии. С 25 ноября 2021 года министр труда и социальной солидарности — Мариус-Константин Будай.

## История
- Министерство труда и социальной защиты 2000
- Министерство труда, социальной солидарности и семьи 2004
- Министерство труда, семьи и социальной защиты 2008

## Подведомственные органы
- Национальное агентство занятости
- Национальный дом пенсий и других социальных прав страхования
- Инспекция труда
- Национальная администрация по защите детей
- Национальное агентство по защите семьи
- Национальное агентство по равным возможностям для женщин и мужчин
- Социальные инспекции
- Национальное агентство по социальной службе